# Pirosulfat de sodiu
Pirosulfatul de sodiu (denumit și disulfat de sodiu) este un compus anorganic cu formula chimică Na2S2O7. Este o sare incoloră.

## Obținere și proprietăți
Pirosulfatul de sodiu se obține printr-o reacție de deshidratare a bisulfatului de sodiu:
{\displaystyle {\ce {2 NaHSO4 -> Na2S2O7 + H2O}}}
La temperaturi mai mari de 460 °C, pirosulfatul de sodiu se transformă în sulfat de sodiu și trioxid de sulf:
{\displaystyle {\ce {Na2S2O7 -> Na2SO4 + SO3}}}